# Christopher Rinke
Christopher Rinke (Columbia Británica, Canadá, 26 de octubre de 1960) es un deportista canadiense retirado especialista en lucha libre olímpica donde llegó a ser medallista de bronce olímpico en Los Ángeles 1984.

## Carrera deportiva
En los Juegos Olímpicos de 1984 celebrados en Los Ángeles ganó la medalla de bronce en lucha libre olímpica de pesos de hasta 82 kg, tras el luchador estadounidense Mark Schultz (oro) y el japonés Hideyuki Nagashima (plata).